# Daniela Costian
Daniela Costian (født 30. juni 1965 i Brăila, Rumænien) er en australsk tidligere diskoskaster. 
Costian er oprindeligt rumæner, og hun konkurrerede oprindelig for sit fødeland, blandt andet ved Universiaden i 1985 i Kobe, hvor hun vandt bronze. I 1990 blev hun australsk statsborger og har siden stillet op for dette land.
Hun deltog første gang ved de olympiske lege i 1992 i Barcelona, hvor hun i kvalifikationsrunden kastede 64,10 m, hvilket var sjettebedste længde, og i finalen kastede hun i femte forsøg 66,24 m, hvilket indbragte hende bronze efter vinderen Maritza Martén fra Cuba med 70,06 m og Tsvetanka Khristova fra Bulgarien med 67,78 m.
Året efter vandt hun sølv i samme disciplin ved VM i Stuttgart, og i 1994 vandt hun guld ved Commonwealth Games.
Hun deltog også ved OL 1996 i Atlanta, hvor hun kastede 61,66 m og akkurat ikke kvalificerede sig til finalen på en samlet fjortendeplads. Hendes sidste OL var i 2000 i Sydney, hvor hun blot kastede 51,96 m og blev nummer 31 og næstsidst.
Hendes personlige rekord er 73,84 m som hun satte i i 1988, og er også den rumænske rekord. Hendes bedste resultat for Australien var 68,72 fra 1994. Dette er også den oceaniske rekord.[kilde mangler]